# Maria Limanskaïa
Maria Filippovna Limanskaïa  (en russe : Мария Филипповна Лиманская, née le 12 avril 1924 dans l'oblast de Volgograd et morte le 26 novembre 2024 dans l'oblast de Saratov) est une militaire soviétique et un agent de circulation (en) de l'Armée rouge.
Elle sert pendant trois ans pendant la Seconde Guerre mondiale avec des participations à la bataille de Stalingrad et à l'Opération Bagration (libération de la Biélorussie).
Maria Limanskaïa est devenue célèbre comme l'une des femmes soviétiques qui ont dirigé la circulation à la porte de Brandebourg en 1945 après la bataille de Berlin, étant à ce titre immortalisée en photographie et sous le surnom de « La Madone de Brandebourg ».

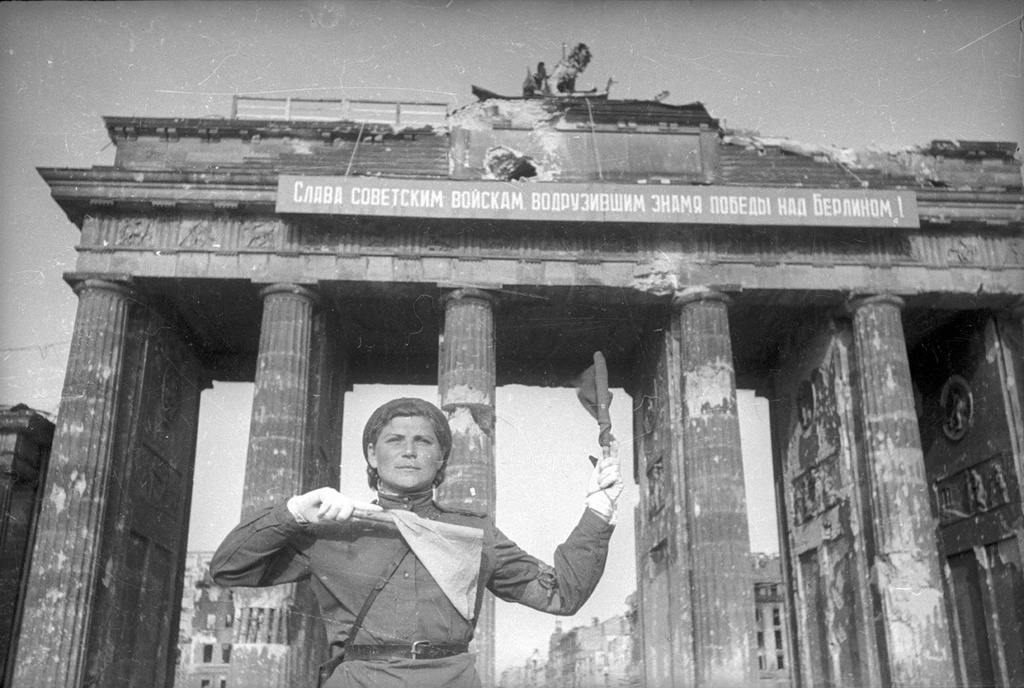
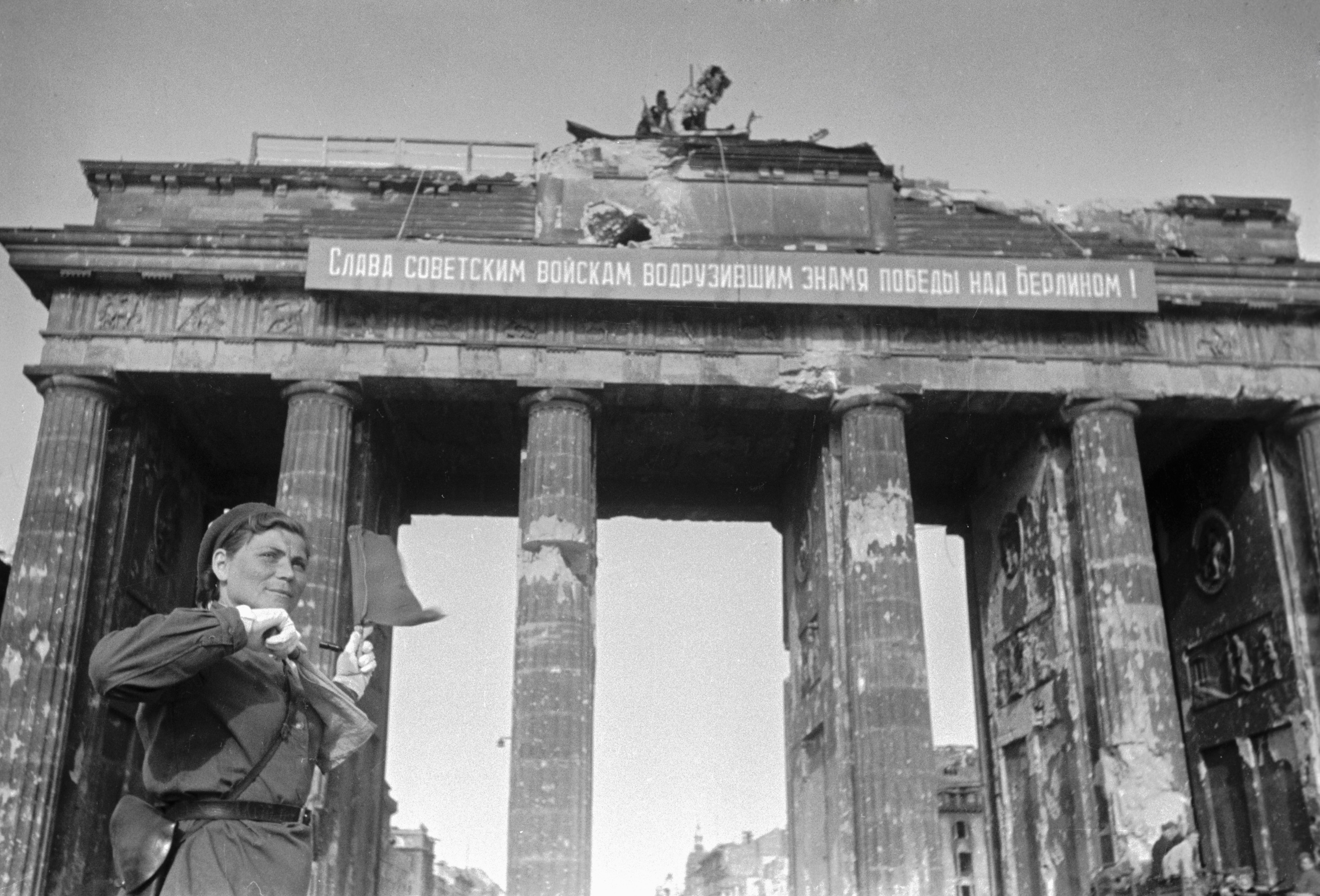